# Präsidentschaftswahl in Somaliland 2003
Die Präsidentschaftswahl in Somaliland 2003 fand am 14. April 2003 statt. Dabei wurde der Präsident des de facto unabhängigen Somaliland (Norden von Somalia) gewählt. Es setzte sich der amtierende Präsident Dahir Riyale Kahin von der Partei UDUB mit 42,08 % der Stimmen sehr knapp gegen Ahmed Mohammed Mahamoud Silanyo von der Kulmiye-Partei mit 42,07 % durch. Der Kandidat Faysal Ali Warabe von der UCID erreichte 15,85 % Stimmenanteil.
Es handelte sich um das erste Mal seit der Unabhängigkeitserklärung Somalilands 1991, dass der Präsident und Vizepräsident demokratisch gewählt wurden; zuvor hatten Versammlungen von Clan-Ältesten und später der Ältestenrat als Oberhaus des von den Clans ernannten Parlaments die Regierungen ernannt und über deren Amtszeit entschieden.

## Durchführung der Wahlen
Nach dem Tod von Präsident Mohammed Haji Ibrahim Egal im Mai 2002 hatte der bisherige Vizepräsident Dahir Riyale Kahin entsprechend der Verfassung die Präsidentschaft übernommen.
Die Präsidentschaftswahlen sollten ursprünglich einen Monat vor Ablauf seiner Amtszeit im Februar 2003 stattfinden. Sie wurden jedoch auf April verschoben und die Amtszeit der Regierung wurde hierzu um drei Monate verlängert, weil die Wählerregistrierung unzureichend fortgeschritten war. Die Parlamentswahlen hätten eigentlich zusammen mit den Präsidentschaftswahlen stattfinden sollen, wurden aber verschoben, da wegen Differenzen um die Festlegung der Wahlkreise und die Verteilung der Parlamentssitze nach Regionen die entsprechenden Wahlgesetze nicht rechtzeitig verabschiedet werden konnten. Sie würden 2005 abgehalten werden.
Die Regierung Somalilands trug über die Wahlkommission NEC 1 Mio. US-Dollar zur Finanzierung der Wahlen bei, verschiedene europäische Geberländer leisteten technische Unterstützung und finanzierten Bildungsprogramme für Wähler.
Programmatisch unterschieden sich die drei antretenden Parteien nicht wesentlich voneinander, zumal alle die Unabhängigkeit Somalilands und ein liberales Wirtschaftssystem befürworteten. So waren letztlich eher die Persönlichkeit der Kandidaten sowie deren Clanzugehörigkeit Entscheidungskriterien für Wähler. Die UDUB betonte vor allem ihre Regierungserfahrung und die Erfolge ihrer bisherigen Regierungen. Kulmiye versprach in ihrer Kampagne „Wandel“ (Change), eine effizientere Regierung und mehr Partizipation für Frauen. UCID sprach insbesondere jüngere Wähler an, indem sie stärkere wohlfahrtsstaatliche Elemente mit vermehrten Investitionen in Bildung und Gesundheit sowie eine stärkere Rolle für Frauen in Aussicht stellte.
Es gab Vorwürfe, wonach die UDUB ihre Stellung als bestehende Regierungspartei genutzt habe, indem sie für ihre Wahlkampagne Fahrzeuge der Regierung benutzt habe oder Wähler „gekauft“ habe, indem vor den Wahlen neue Somaliland-Schillings herausgegeben wurden. Die oppositionelle Kulmiye-Partei soll ihrerseits mindestens so viel in ihre Kampagne investiert haben, wobei sie ihre Finanzmittel aus Spenden der somaliländischen Diaspora und von Geschäftsleuten bezog.
Internationale Wahlbeobachter kritisierten einige Unregelmäßigkeiten – so die schlechte Organisation mancher Wahlstationen und mehrfache Stimmabgabe, wie sie in den Städten Hargeysa und Burao beobachtet wurde –, gaben jedoch allgemein eine positive Bewertung dieser Wahlen.

## Ergebnis
|          | UDUB    | Kulmiye | UCID    | Anzahl Stimmen |
| -------- | ------- | ------- | ------- | -------------- |
| Awdal    | 65,75 % | 25,19 % | 9,06 %  | 65.930         |
| Hargeysa | 37,98 % | 39,06 % | 22,96 % | 209.372        |
| Saaxil   | 57,48 % | 33,63 % | 8,88 %  | 30.537         |
| Sanaag   | 40,32 % | 48,03 % | 11,65 % | 57.938         |
| Sool     | 38,29 % | 56,94 % | 4,77 %  | 9.702          |
| Togdheer | 33,12 % | 55,19 % | 11,69 % | 115.064        |
| Total    | 42,08 % | 42,07 % | 15,85 % | 488.543        |

Von 488.543 Stimmen gewann UDUB mit Dahir Riyale Kahin 205.595 (42,08 %) und lag damit sehr knapp vor Silanyo von Kulmiye mit 205.515 Stimmen (42,07 %), der in vier der sechs Regionen führte. Die UCID lag mit 15,85 % Stimmenanteil für Warabe mit deutlichem Abstand auf dem dritten Platz.
Das knappe Ergebnis mit gerade 80 Stimmen Unterschied zugunsten der UDUB sorgte für Diskussionen, insbesondere da man allgemein eher mit einem Sieg der Kulmiye-Partei gerechnet hatte. Es kam zu kleineren Protesten in Burao und Gabiley, weitere Protestaktionen wurden durch die Verhängung von Notstandsgesetzen unterbunden. Unterstützer von Silanyo wirkten darauf hin, dass dieser die Niederlage nicht akzeptieren oder gar eine Gegenregierung bilden solle. Silanyo verzichtete jedoch darauf, dies zu tun oder die Regierung und die Wahlkommission offen zu beschuldigen, und verwies auf Mogadischu/Südsomalia, wo der Streit der Kriegsherren Aidid und Ali Mahdi um das Präsidentenamt wesentlich zum Bürgerkrieg in Somalia beigetragen hatte.
Kulmiye wandte sich jedoch an das Oberste Gericht (Supreme Court), auf dass dieses die Resultate überprüfe. Nachdem das Gericht UDUB, Kulmiye und die Wahlkommission drei Tage lang angehört hatte, verkündete es am 11. Mai den Sieg der UDUB mit einem Vorsprung von 214 Stimmen. Am 16. Mai wurde Dahir Riyale Kahin in seine neue Amtszeit eingeführt. Kulmiye stellte zunächst – wie es manche somaliländische Medien seit Längerem taten – die Unabhängigkeit der Gerichte von der Regierung in Frage, akzeptierte jedoch nach weiteren drei Wochen nach Vermittlungen durch Clan-Älteste ihre Niederlage.